# تپه سپید
تپه سپید مربوط به دوره سلجوقیان است و در شهرستان ابهر، بخش مرکزی، دهستان درسجین، روستای خلیفه حصار ، ۹۴۰ متری ج ش روستای خلیفه حصار واقع شده و این اثر در تاریخ ۱۸ شهریور ۱۳۸۷ با شمارهٔ ثبت ۲۳۲۴۹ به‌عنوان یکی از آثار ملی ایران به ثبت رسیده است.